# Epilabidocera amphitrites
Epilabidocera amphitrites is een eenoogkreeftjessoort uit de familie van de Pontellidae. De wetenschappelijke naam van de soort is voor het eerst geldig gepubliceerd in 1916 door McMurrich.